# Ахурян (станція)
Ахуря́н (вірм. Ախուրյան) — вірменська прикордонна залізнична станція на кордоні з Туреччиною. Єдина неелектрифікована станція Вірменської залізниці. У свою чергу на ділянці Гюмрі (Вірменія) — Карс (Туреччина), Ахурян є єдиною станцією на території Вірменії між великим містом Гюмрі та вірмено-турецьким кордоном.
З 1992 р. рух поїздів був припинений через блокаду Вірменії з боку Туреччини у зв'язку з вимогою відмовитися від визнання Геноциду вірмен та відвертою підтримкою Азербайджану у війні проти вірменонаселеної Нагірно-Карабаської Республіки.